# Carex ruralis
Carex ruralis är en halvgräsart som beskrevs av J.Oda och Hidetoshi Nagamasu. Carex ruralis ingår i släktet starrar, och familjen halvgräs. Inga underarter finns listade i Catalogue of Life.